# 양성순
양성순(梁星淳, ? ~ ?)은 일제강점기의 경찰이다.

## 생애
본적지는 전북특별자치도 지역이나 자세한 신상은 알려져지 않았다. 1930년에 전북 임실군에서 임실경찰서 순사로 근무하고 있었다. 1932년부터 1937년까지 약 5년 동안 전북경찰부 고등경찰과 순사부장으로 재직하면서 정치범과 사상범을 취급했다.
전북경찰부 순사부장을 맡고 있던 1934년에 조선프롤레타리아예술가동맹 회원들을 대거 체포하여 제2차 카프 검거 사건, 일명 신건설사 사건을 일으켰다. 이때 양성순은 전북 지역의 독서회 사건을 수사하다가 합법 극단인 신건설의 배후에 카프가 있다는 정보를 입수하고, 경성부와 평안북도, 평양, 경기도 일대에서 지식인 남녀 70여 명을 검거했다. 양성순에게 체포된 인물 중에는 김복진과 김기진 형제, 이엽, 석일양, 박영희, 김유영, 백철 등이 포함되어 있었다.
재판 과정에서 변호인은 양성순이 지휘하여 크게 확대한 이 사건의 수사 자체가 불법 행위를 탐지하고 시작된 것이 아니고 막연한 추측으로 단행된 것임을 밝혔고, 피고인들이 고문 수사로 거짓 자백을 할 수밖에 없었다고 주장했다. 결국 기소된 핵심 회원 23명은 이듬해 집행유예로 풀려났으나, 이 과정에서 카프는 해체되었다.
이때 체포된 인물 중 상당수는 전향했으며 광복 이후에는 조선민주주의인민공화국을 택한 이들도 많아 카프의 재평가는 늦어졌다. 그러나 이 가운데 일제 패망 전에 일찍 사망한 김유영은 신건설사 연출부에서 식민지의 현실을 그린 영화를 제작한 사실이 항일적 문화 운동을 벌인 것으로 인정받았고, 이 사건으로 투옥된 공로에 대하여 대한민국 정부에서는 그에게 건국훈장 애족장을 추서받았다.
광복 후 반민족행위처벌법이 제정되어 반민특위가 1949년부터 활동을 개시하면서 양성순도 검거되었다. 그러나 반민특위가 경찰에 습격을 받고 힘을 잃으면서 보석 및 구류 취소 처리자 가운데 포함되어 처벌은 받지 않았다.
2007년에 대한민국 친일반민족행위진상규명위원회가 발표한 친일반민족행위 195인 명단 중 경찰 부문에 선정되었다. 2008년 발표된 민족문제연구소의 친일인명사전 수록예정자 명단에도 들어 있다.

## 같이 보기
- 신건설사 사건

## 참고자료
- 친일반민족행위진상규명위원회 (2007년 12월). 〈양성순〉 (PDF). 《2007년도 조사보고서 II - 친일반민족행위결정이유서》. 서울. 1435~1443쪽쪽. 발간등록번호 11-1560010-0000002-10. [깨진 링크(과거 내용 찾기)]
- 김영득 : 독립유공자 공훈록 - 국가보훈처